# Clerodendrum parvulum
Clerodendrum parvulum là một loài thực vật có hoa trong họ Hoa môi. Loài này được L.S.Sm. mô tả khoa học đầu tiên năm 1969.